# سده ۱۲ (خورشیدی)
سده دوازدهم (۱۲) هجری خورشیدی، سده‌ای است که از ۱ فروردین سال ۱۱۰۱ هجری خورشیدی آغاز گشت و در پایان ۲۹ اسفند سال ۱۲۰۰ هجری خورشیدی پایان یافت.
| سده‌ها: | سده ۱۱ - سده ۱۲ - سده ۱۳                          |
| دهه‌ها: | ۱۱۰۰ ۱۱۱۰ ۱۱۲۰ ۱۱۳۰ ۱۱۴۰ ۱۱۵۰ ۱۱۶۰ ۱۱۷۰ ۱۱۸۰ ۱۱۹۰ |

## رویدادها

### درایران
در این قرن چهار پادشاهی
- صفوی
- افشاریان
- زندیان
- قاجار

فرمانروایی کردند.

## چهره‌های برجسته
- کریم خان زند
- لطف علی خان زند
- نادر شاه افشار